# Hedemann (Adelsgeschlecht)

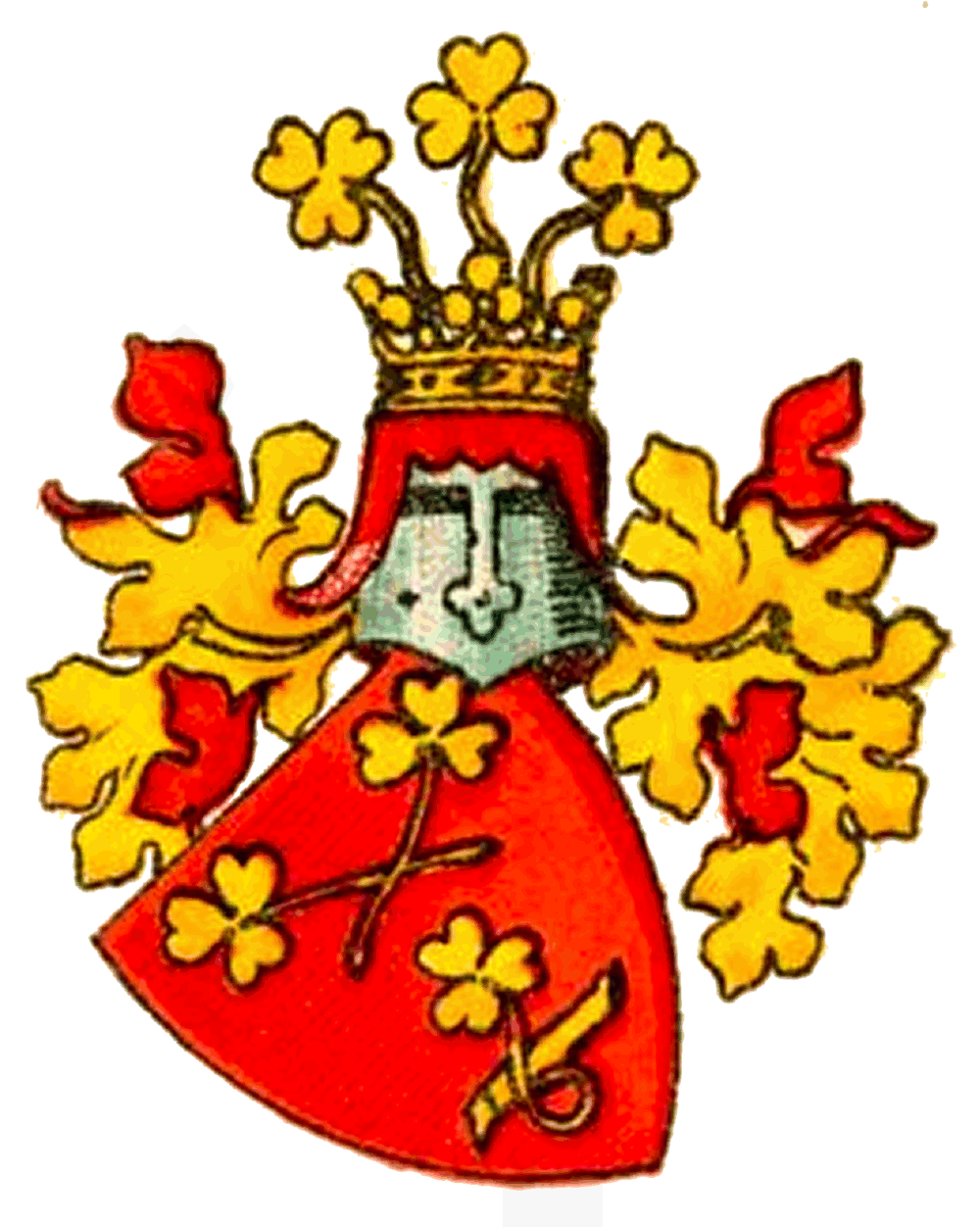
Wappen derer von Hedemann

Hedemann ist der Name eines holsteinischen Adelsgeschlechts, das eine hannoversche, eine preußische und drei dänische sowie eine Nienhofer Linie bildete.

## Geschichte
Die Familie stammt aus der Grafschaft Diepholz und breitete sich von dort nach Norden und in das Baltikum aus. Der Fürstlich Lüneburgische Rat Erich Hedemann erhielt mit kaiserlichem Diplom, ausgestellt in Wien am 18. März 1615, für sich und seine Nachkommen das kaiserliche Hofpfalzgrafamt. Sein jüngerer Sohn Hermann Friedrich von Hedemann, kaiserlicher Rittmeister und Besitzer des Gutes Tangstedt in Holstein wurde mit seiner (zweiten) Frau Anna Elisabeth, geb. von Gallen, mit kaiserlichem Diplom, ausgestellt in Regensburg am 15. Januar 1653, in den rittermäßigen Reichsadelstand erhoben. Seine Nachkommenschaft starb aus. Sein älterer Bruder, der Braunschweigische Hofrat Ernst Christian von Hedemann auf Herzberg und Dorste († 1694) erlangte mit kaiserlichem Diplom, ausgestellt in Wien am 29. März 1689, ebenfalls den Reichsadelsstand. Das Diplom wurde am 28. Juli 1691 erneuert. Dessen Urenkel Georg von Hedemann (1729–1782) (* 18. Juli 1729) kam nach Schleswig-Holstein und kaufte dort 1751 das Gut Hemmelmark. Seine elf Söhne aus seiner (zweiten) Ehe mit Davidia, geb. von Drieberg (1733–1795) verbreiteten das Geschlecht über Schleswig-Holstein, Dänemark und Hannover in zahlreichen Linien.
Um 1696 war ein Zweig der Familie von Hedemann im Besitz des Ritterguts Elvershausen und übte das Patronat über die dortige Kirche aus. Das Wappen derer von Hedemann ziert den von der Familie 1710 gestifteten Kanzelaltar der St.-Valentini-Kirche in Elvershausen.
Der Kurbraunschweigisch-Lüneburische Gardeleutnant Heinrich Christoph von Hedemann erhielt am 20. Februar 1729 auf sein Ansuchen die Bestätigung seiner Zugehörigkeit zur Estländischen Ritterschaft.
Die Aufnahme in den Adel des Königreichs Dänemark erfolgte mit Naturalisationspatenten vom 28. November 1873 für Otto Vilhelm Hedemann (1838–1916, I. Linie) und Generalmajor Johan Christopher Georg Hedemann (1825–1901, II. Linie).

## Hedemann-Heespen
1776 starb mit dem Tod des Etatsrats Christian Friedrich von Heespen (1717–1776) in Lübeck das Adelsgeschlecht von Heespen im Mannesstamm aus.

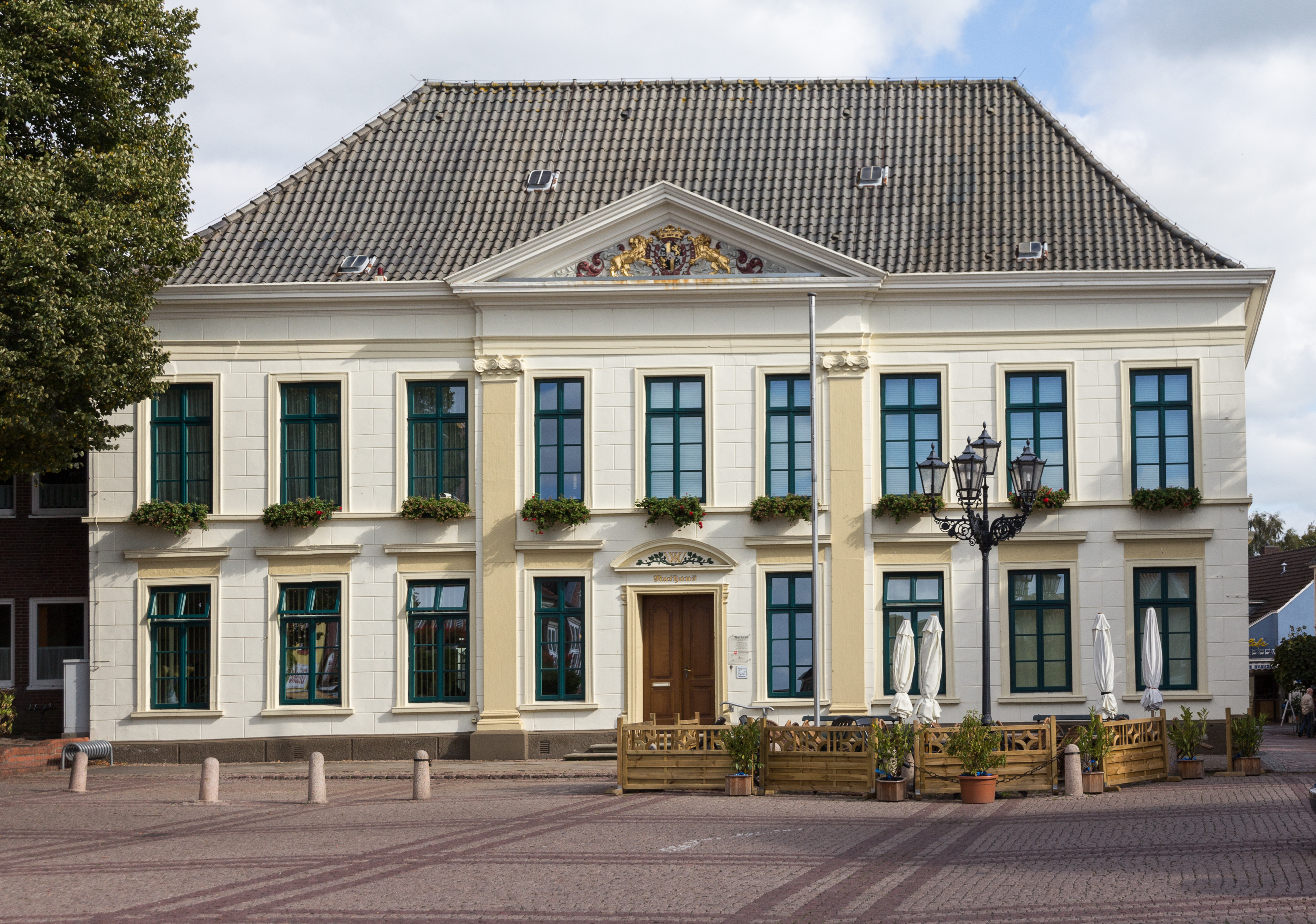
Palais Heespen, jetzt Rathaus (Esens), Ostfriesland

Wilhelm Heespen, Sohn des aus den Niederlanden stammenden Tilemann Heespen, war Kanzleidirektor in den Grafschaften Oldenburg und Delmenhorst. Er heiratete die Tochter des Anton Günther von Velstein, der als Rechtsgelehrter, Gräflich Oldenburgischer Rat und Landrichter zu Ovelgönne, zusammen mit seinem Bruder Johann in Prag am 28. Oktober 1652 den rittermäßigen Reichsadelstand mit dem Prädikat von und für seine Person die Pfalzgrafenwürde und den Titel eines Kaiserlichen Rat erhalten hatte, aber ohne männliche Erben verstorben war. Durch diese Heirat war Heespen in den Besitz von Gütern gelangt und erhielt mit kaiserlichem Diplom, ausgestellt in Wien am 6. Juni 1686 ebenfalls den rittermäßigen Adelstand für Reichs- und Erblande, mit dem Prädikat von und zu, Wappenbesserung, Berechtigung zu Lehen und für seine Frau Bestätigung des Adels ihres Vaters, nebst mehreren anderen Privilegien so auch dem privilegium de non usu.
Sein Sohn Alexander Tilemann von Heespen (* 7. April 1673; † 26. Dezember 1738) war dänischer Geheimrat und Universalerbe von Christoph Gensch von Breitenau, der das Gut Grünhof bei Berdum und ein Haus in Lübeck (Königstraße, heutige Löwen-Apotheke) hinterließ.
Sein Sohn Christian Friedrich von Heespen (* 24. April 1717; † 18. Mai 1776) stiftete ein Familienfideikommiss und setzte sein Patenkind Christian Friedrich von Hedemann (1769–1847) zum Erben ein. Dieser fügte daraufhin mit Antritt des Erbes den Namen und das Wappen derer von Heespen dem seinigen hinzu. Dieser Zweig der Familie hieß fortan von Hedemann, genannt von Heespen oder kurz von Hedemann-Heespen. 1817 wurde er in die schleswig-holsteinische Ritterschaft rezipiert.

## Besitzungen

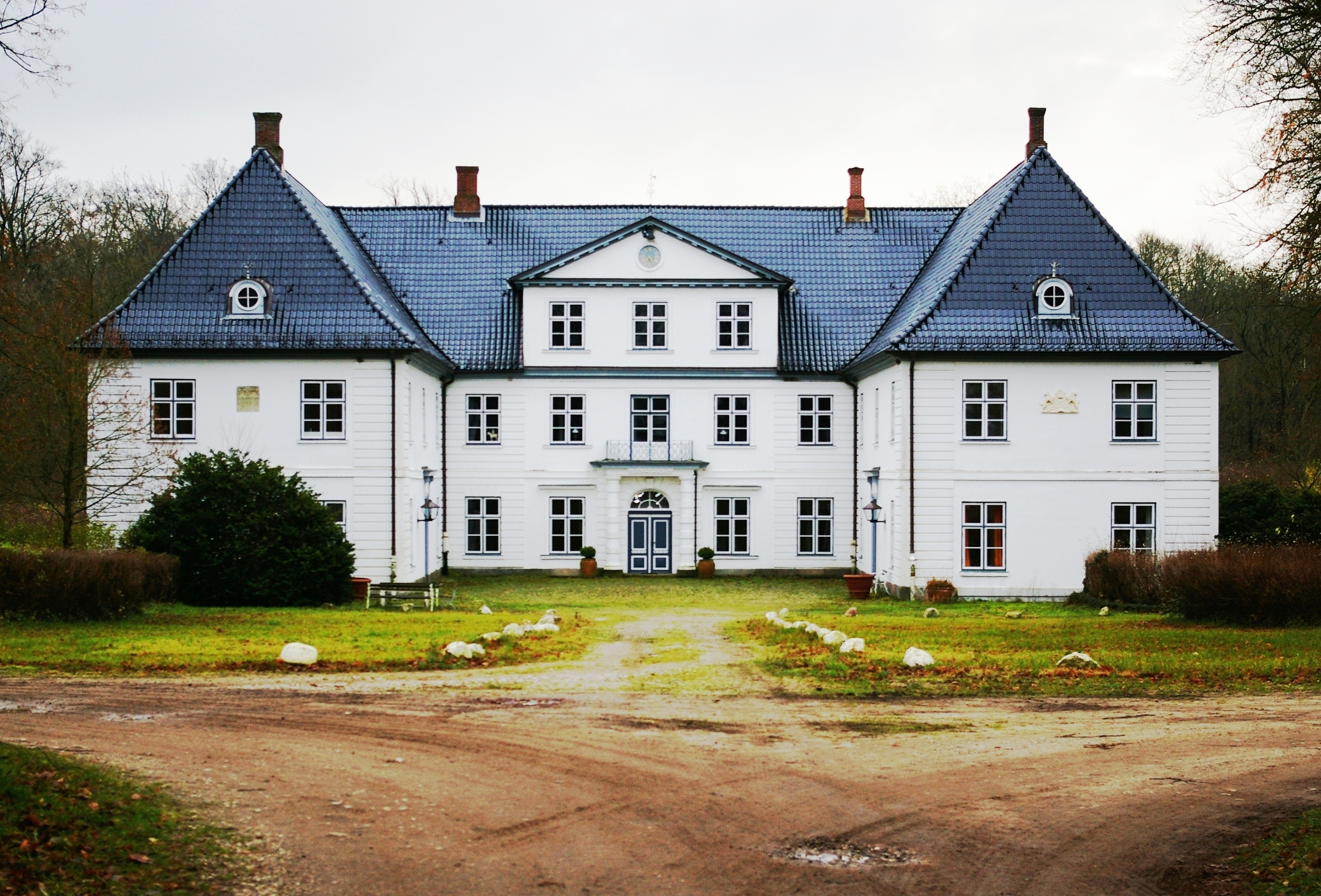
Herrenhaus Nienhof

- Edelhof in Dorste mit der Familiengrablege (Gruft) unter dem Turm der Dorfkirche St.-Cyriaci
- Rittergut Elvershausen (um 1696 und später)
- Tangstedt
- Gut Hemmelmark (bis 1817)
- Keez (Brüel) (1827–1846)
- Deutsch Nienhof mit Pohlsee (seit 1776 bis heute)

## Grablegen
- Die Breitenau-Kapelle in der Lübecker Aegidienkirche blieb bis 1870 im Familienfideikommiss.

## Wappen
Das Stammwappen zeigt in Rot gekreuzte goldene Äste, je oben mit einem wachsenden, goldenen Kleeblatt an kurzem goldenen Stiel, unten ein goldener querliegender Ast mit einem goldenen Kleeblatt. Auf dem gekrönten Helm drei goldene Kleeblätter an goldenen Stielen, die äußeren auswärts gebogen. Die Helmdecken sind rot und gold.
Das Wappen v. Hedemann-Heespen, 1776 verliehen, zeigt in einem gespaltenen Schild vorn das Hedemannsch Wappen mit den drei Kleezweigen, hinten das von Heespensche Wappen: geviert mit von Rot über Silber geteiltem Herzschild, darin ein Sparren verwechselter Tinktur, unter dem sich eine rote, sechsblättrige goldbesamte Rose befindet. Feld I des Hauptschildes ist gespalten von Gold und Gold; an der Spaltlinie lehnt der halbe Reichsdoppeladler, gekrönt mit offener Krone und in der Klaue Zepter und Schwert haltend. Das Feld IV ist ebenso, nur lehnt hier am Spalt die linke Hälfte des Reichsadlers, welcher hier den Reichsapfel hält. Feld II und III zeigen in Schwarz einen gekrönten, doppelschweifigen, einwärtsgekehrten, einen achtstrahligen silbernen Stern in den Pranken haltenden goldenen Löwen. Zwei gekrönte Helme, von den der eine drei goldene Kleeblätter wachsend an langen goldenen Stielen, die äußeren auswärtsgebogen, hat; der zweite Helm zeiget einen auf beiden Häuptern je mit goldener Edelkrone gekrönten schwarzen Doppeladler, rechts ein Schwert, links einen Reichsapfel haltend. Die Helmdecken sind rot-gold und schwarz-gold. Als Schildhalter dienen rechts ein schwarzer Adler, links ein goldener Löwe, beide widersehend und gekrönt.

## Namensträger
- Erich Hedemann (1567–1636), deutscher Rechtsgelehrter und Hofrat Christians IV. von Dänemark und des Grafen Anton Günther von Oldenburg
- Georg von Hedemann (1729–1782), Gutsbesitzer und Landrat
- August Ludwig Georg von Hedemann (1739–1813), dänischer Generalmajor
- Hartwig Johann Christoph von Hedemann (1756–1816), hannoverscher Generalmajor
- Bernhard Otto von Hedemann (1763–1818), dänischer Generalmajor
- Christian Friedrich von Hedemann-Heespen (1769–1847), Gutsbesitzer
- August von Hedemann (1785–1859), preußischer General der Kavallerie
- Hans Hedemann (1792–1859), dänischer General[6]
- Johann Friedrich von Hedemann-Heespen (1794–1873), schleswig-holsteinischer Gutsbesitzer
- Ernst von Hedemann (1800–1864), hannoverscher Generalmajor, Hof- und Reisemarschall
- Anton Rudolph Hedemann (1816–1897), dänischer Admiral[7]
- Johan Hedemann (1825–1901), dänischer General[8]
- Friedrich von Hedemann-Heespen (1827–1905), schleswig-holsteinischer Gutsbesitzer und Mitglied des Schleswig-Holsteinischen Provinzial-Landtags
- Marius Hedemann (1836–1903), dänischer General und Politiker[9]
- Paul von Hedemann-Heespen (1869–1937), deutscher Verwaltungsjurist, Gutsbesitzer und Landeshistoriker
- Hartwig von Hedemann-Heespen (1882–1960), Gutsbesitzer, Verwaltungsbeamter, Naturschutzbeauftragter und Vogelexperte